# Khed (Satara)
Khed è una suddivisione dell'India, classificata come census town, di 6.897 abitanti, situata nel distretto di Satara, nello stato federato del Maharashtra. In base al numero di abitanti la città rientra nella classe V (da 5.000 a 9.999 persone).

## Geografia fisica
La città è situata a 17° 42' 19 N e 74° 01' 44 E.

## Società

### Evoluzione demografica
Al censimento del 2001 la popolazione di Khed assommava a 6.897 persone, delle quali 3.560 maschi e 3.337 femmine. I bambini di età inferiore o uguale ai sei anni assommavano a 951, dei quali 529 maschi e 422 femmine. Infine, coloro che erano in grado di saper almeno leggere e scrivere erano 4.528, dei quali 2.537 maschi e 1.991 femmine.